# Sangatissa subcurvifera
Sangatissa subcurvifera là một loài bướm đêm thuộc họ Eupterotidae. Nó được tìm thấy ở Ấn Độ.